# Hololepta braziliensis
Hololepta braziliensis är en skalbaggsart som beskrevs av Dillon 1935. Hololepta braziliensis ingår i släktet Hololepta och familjen stumpbaggar. Inga underarter finns listade i Catalogue of Life.